# Mercedes-Benz Classe GLE
Pour un article plus général, voir Liste des véhicules Mercedes-Benz.
Le Mercedes-Benz Classe GLE est une gamme d'automobile SUV routier et SUV coupé du constructeur allemand Mercedes-Benz. Dérivée de la Classe E Type 213, la première génération est lancée en septembre 2015 (Types 166 et 292), puis la seconde en 2018 (Type 167).

## Historique
La Classe GLE de Mercedes-Benz, se décline en deux générations. Elle succède à la Classe M.

### Résumé de la Classe GLE
| Générations               | Production                             | Dérivés de chez Mercedes-Benz | Modèles similaires                                                                    |
| ------------------------- | -------------------------------------- | ----------------------------- | ------------------------------------------------------------------------------------- |
| W166 & C292 (2015 - 2018) | Encore en production (C292 uniquement) | Type 213 (Classe E)           | Audi Q7 ; BMW X5 et BMW X6 ; Range Rover Sport ; Porsche Cayenne ; Volkswagen Touareg |
| V167 (2018 - ...)         | Encore en production                   |                               |                                                                                       |

### Avant la Classe GLE

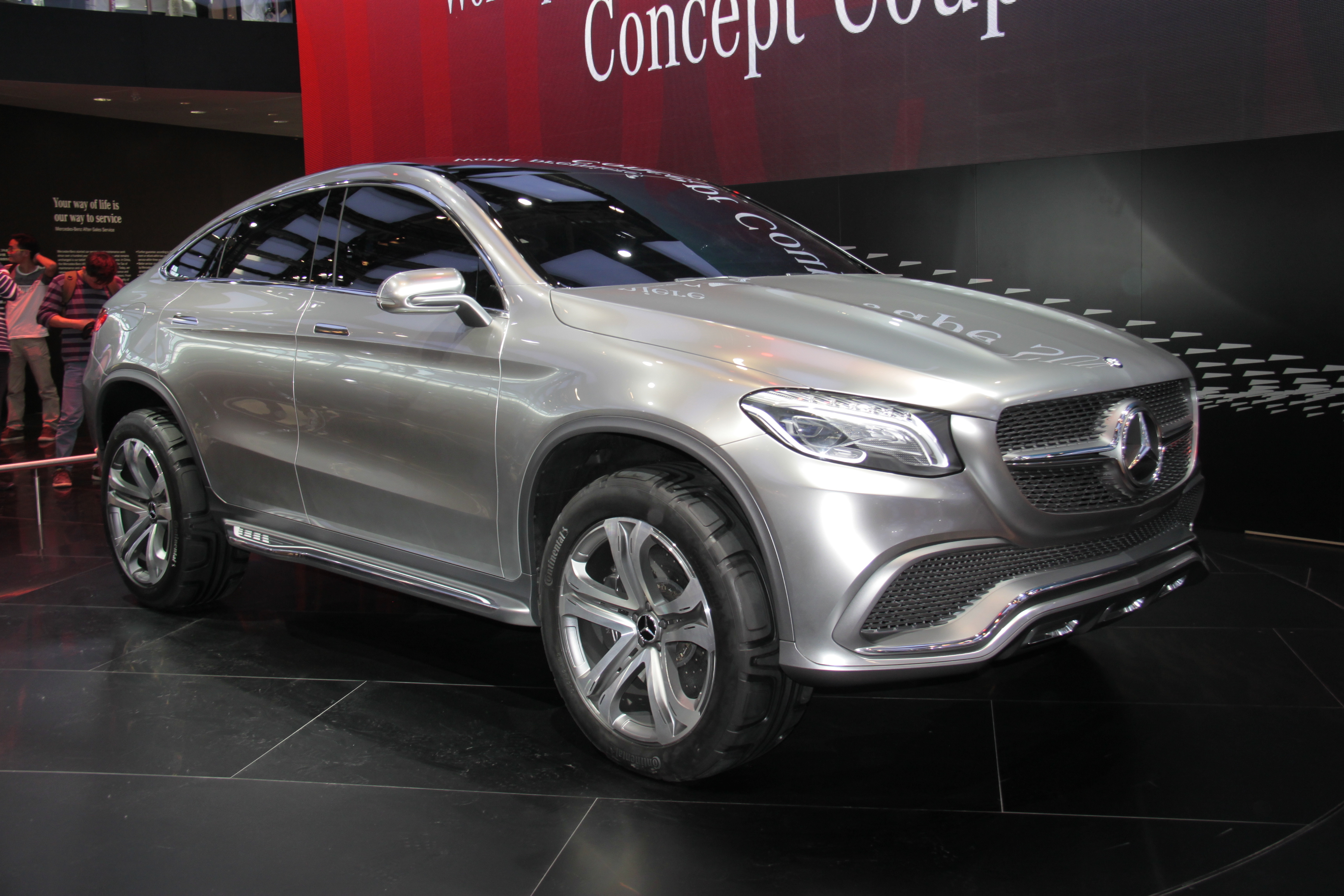
Concept Coupe SUV.

- Mercedes-Benz Classe M : SUV routier reposant sur la plate-forme de la Classe E.
- Mercedes-Benz Concept Coupe SUV : concept-car présenté en 2015 dans les salons automobiles avant la sortie officielle de la version coupé du modèle.

## 1regénération - Types 166 & 292(2015 - 2018)
Les Mercedes-Benz Classe GLE Types 166 et 292, premiers modèles de la Classe GLE, dérivent de la Mercedes-Benz Classe E W213. Ils sont produits de 2015 à fin 2018.

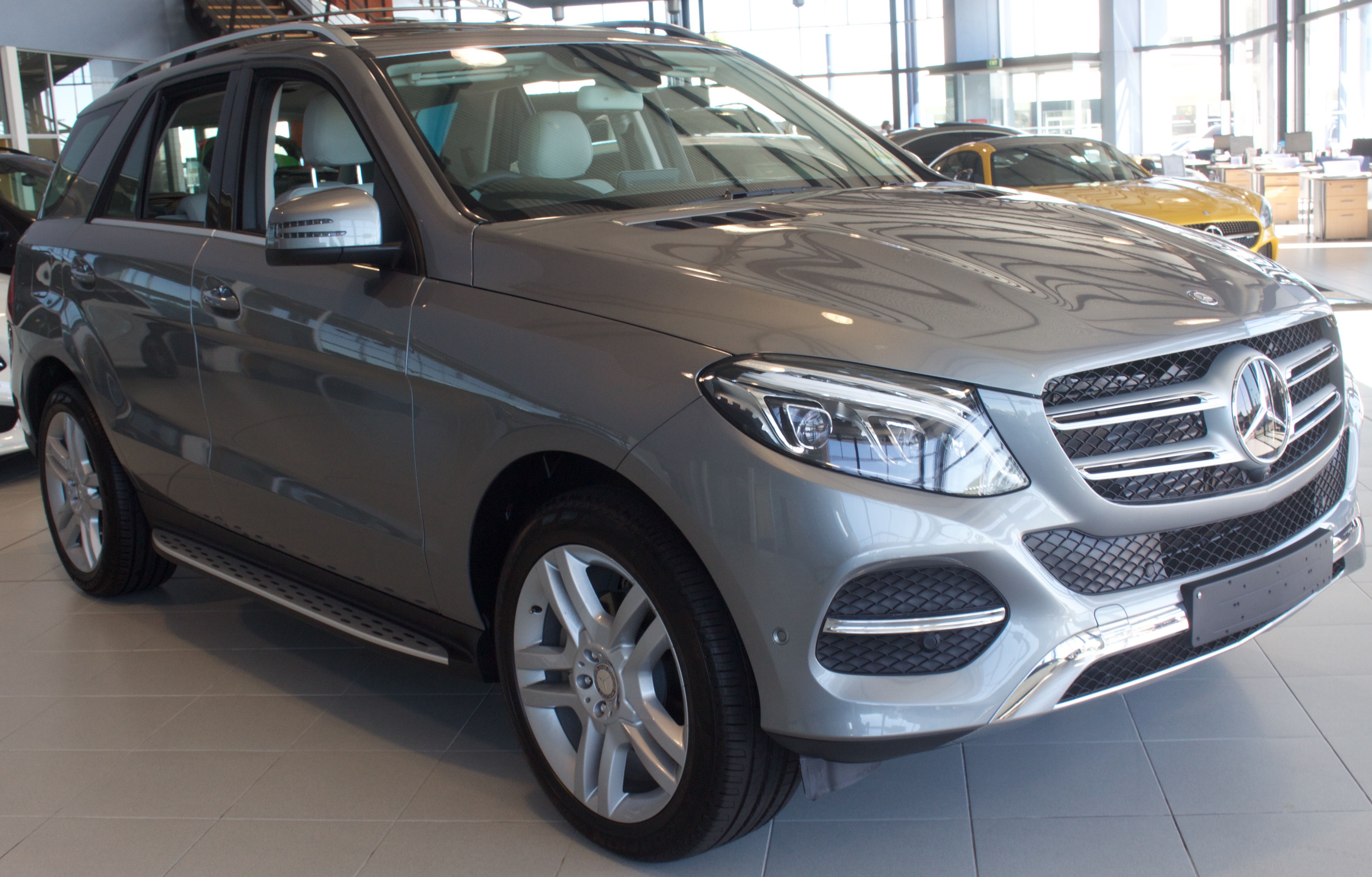
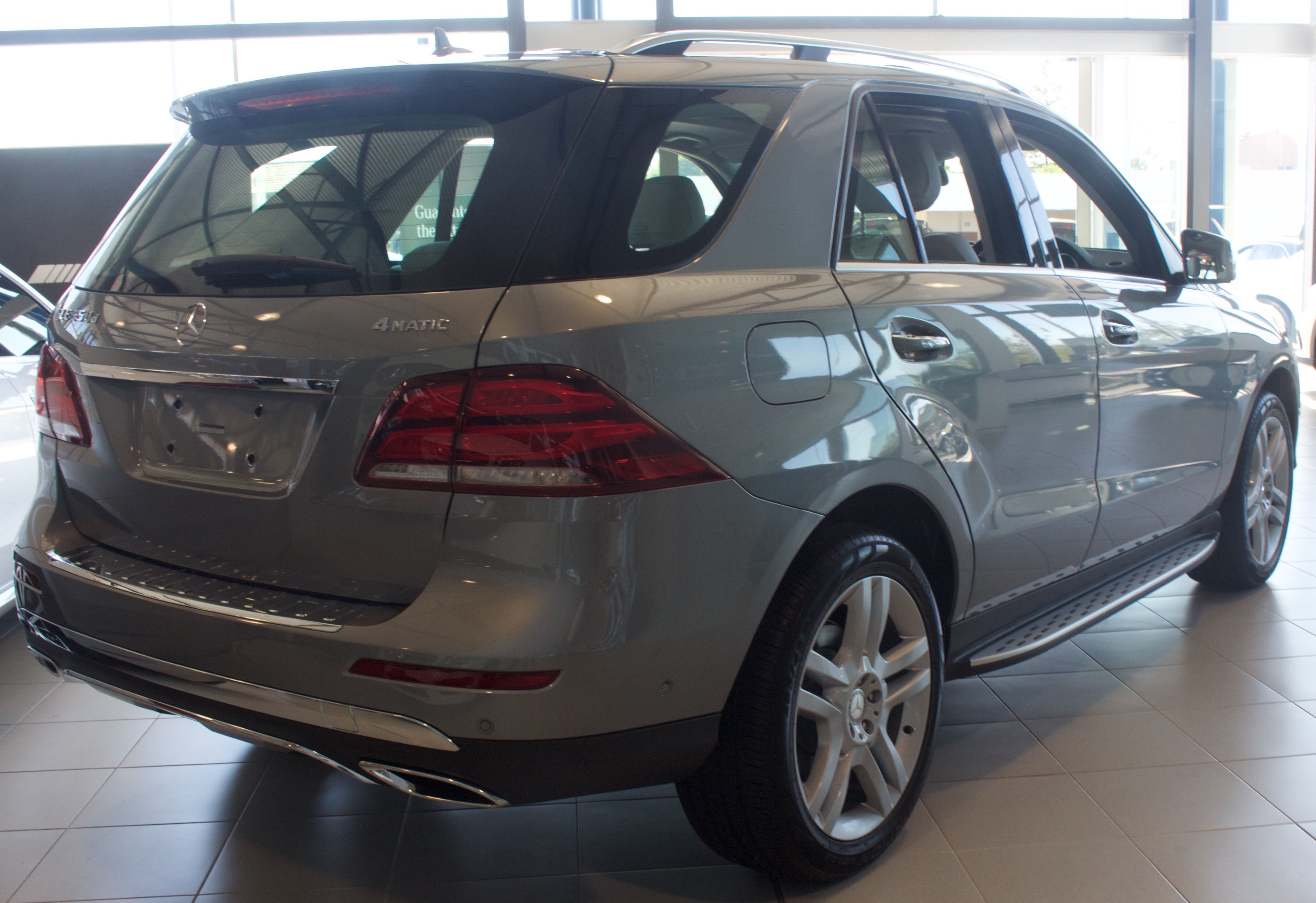
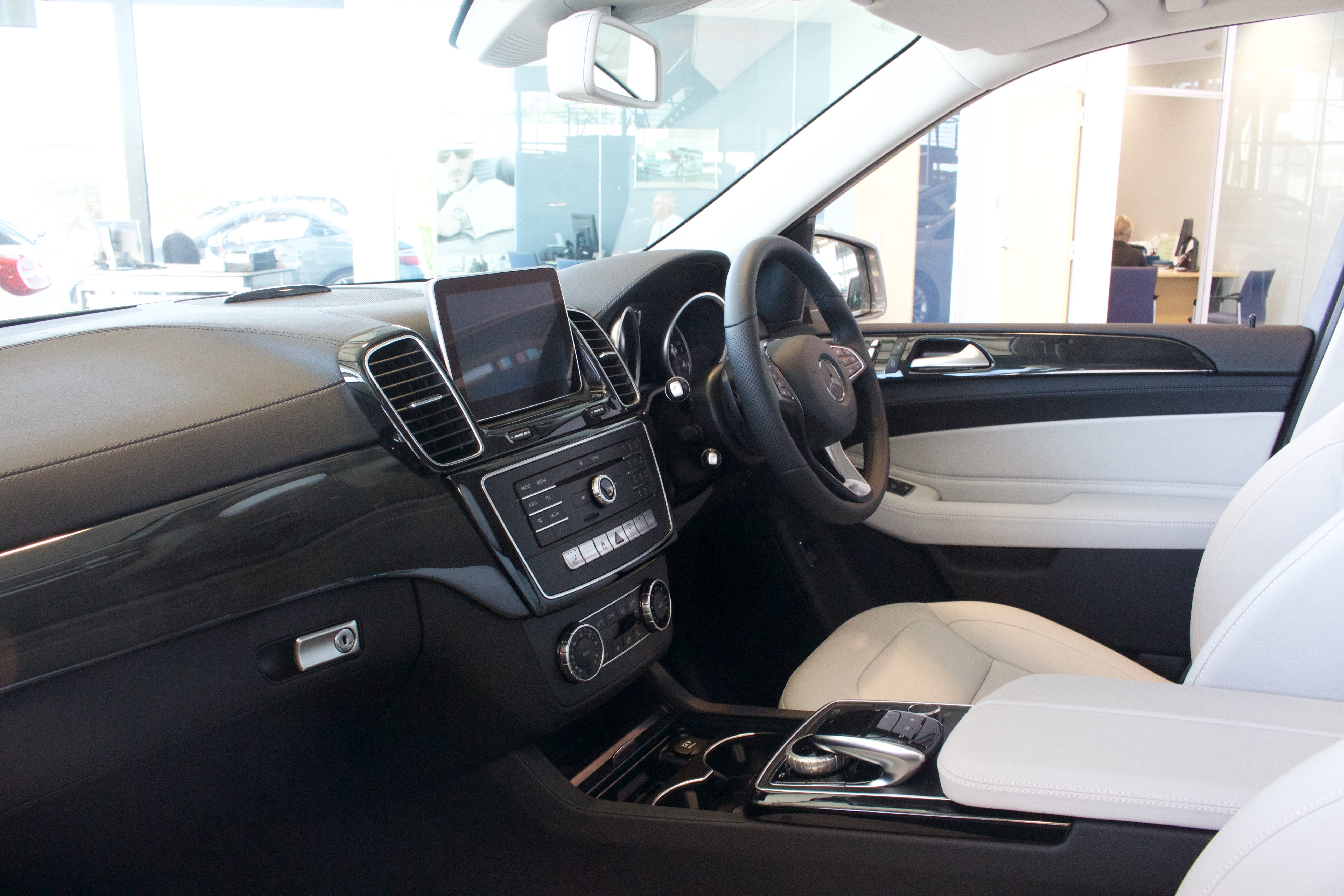

Il succède au Mercedes-Benz Classe M. Il s'agit du même, restylé afin de mieux se repérer dans les gammes tentaculaires de la marque et affronter ses rivaux avec un style revu inspiré de la Classe E dont il dérive.

### Les différentes carrosseries

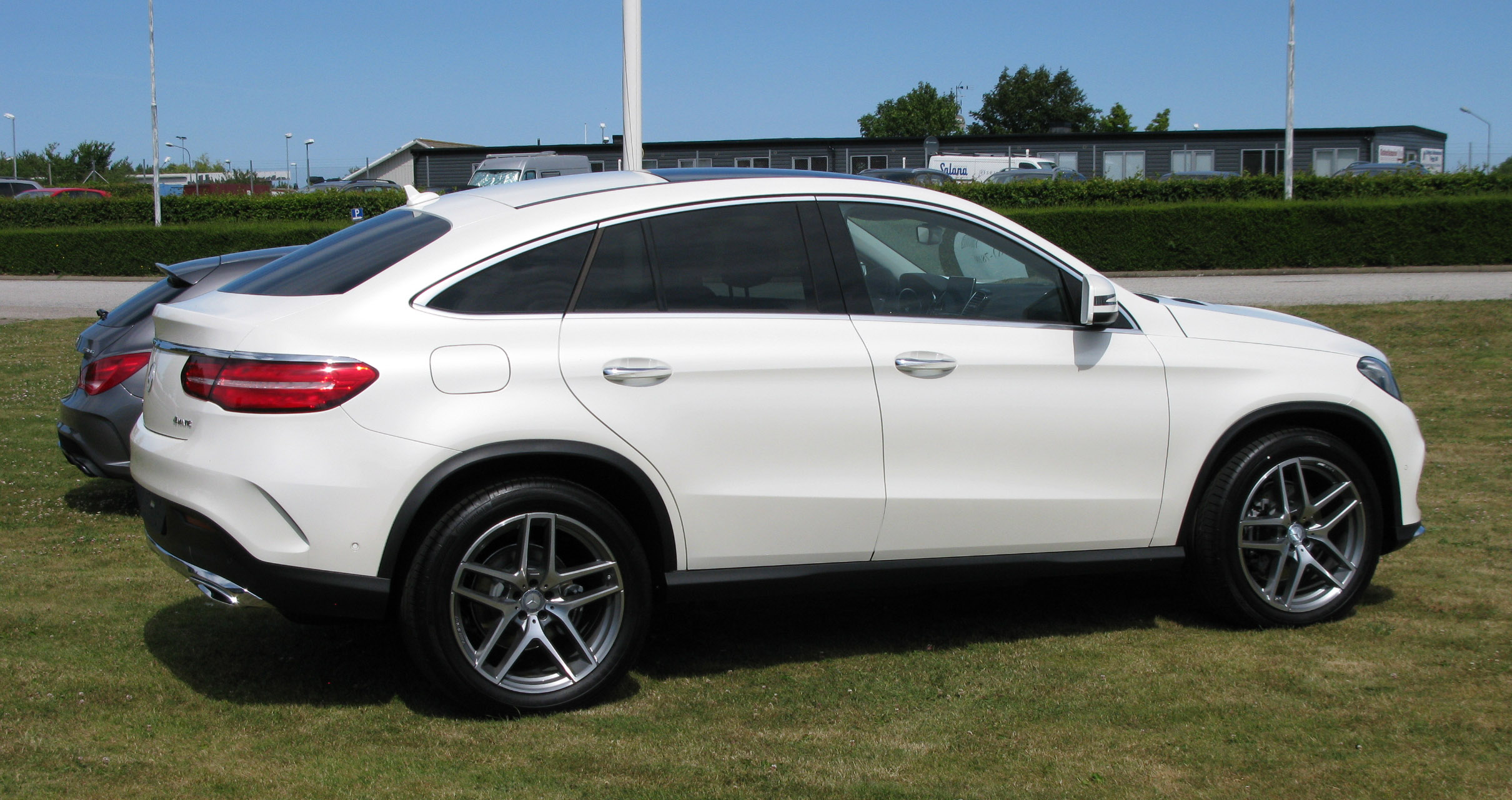
Le C292, version Coupé du modèle de base.

- SUV Routier (W166) : produit à partir de 2015.
- SUV Coupé (C292) : produit à partir de 2015.

### Versions spécifiques

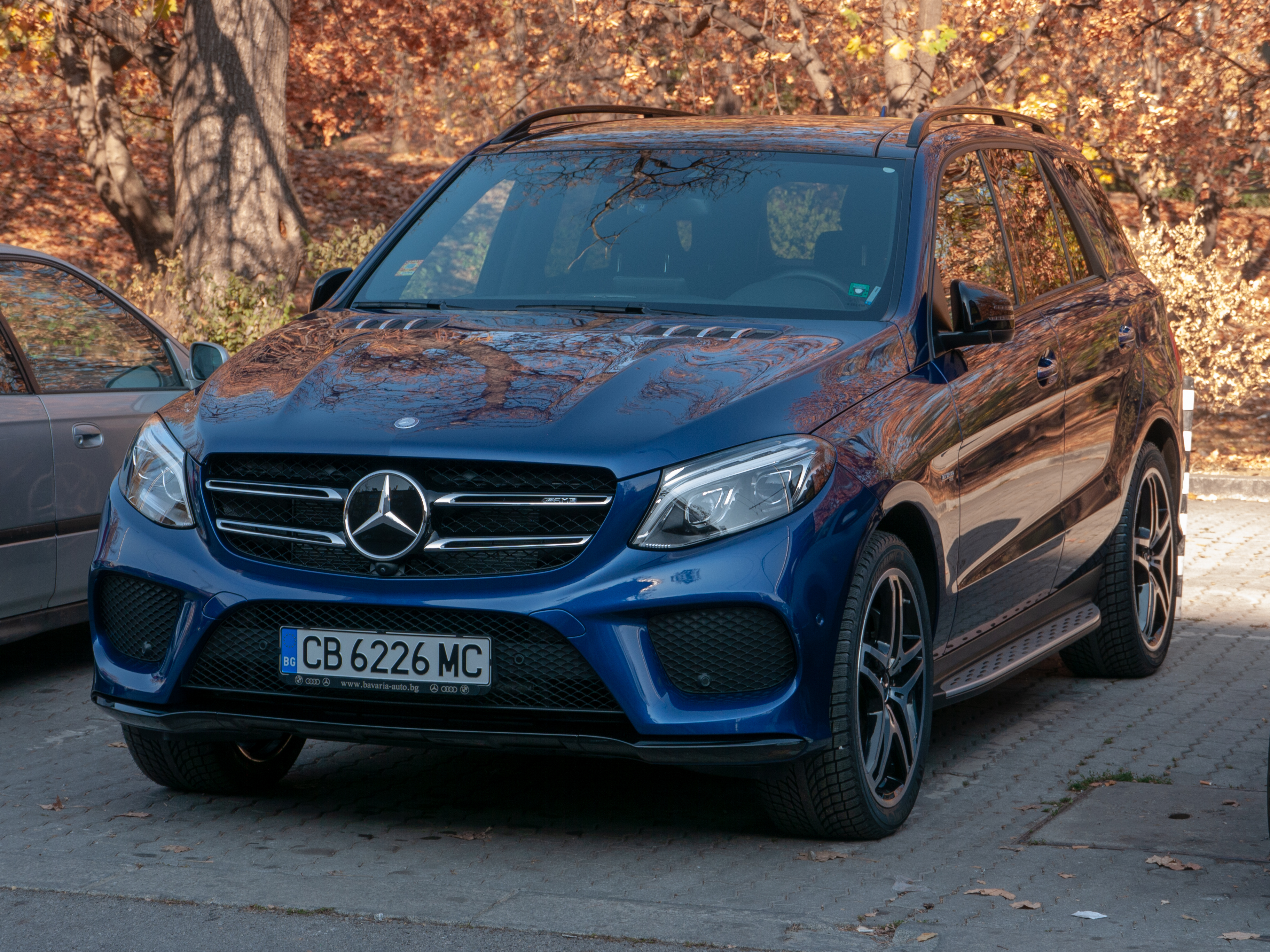
Mercedes-AMG GLE 43 4MATIC

- W166 / C292 - AMG : versions sportives de la Classe GLE.
- Brabus 850 6.0 Biturbo 4x4 Coupé : Brabus présente, lors du Salon de l'automobile de Francfort 2015, une version radicale du GLE 63 AMG. Il reçoit une lame en carbone à l'avant ainsi que des bas de caisses et des ailes plus larges. À l'arrière, il reçoit un diffuseur en fibres de carbone. Le V8 biturbo voit sa cylindrée passer à 6 000 cm3 pour une puissance de 850 ch et un couple de 1 450 N m. Il effectue le 0 à 100 km/h en 3,8 secondes pour une vitesse maximale de 320 km/h[1].

## 2egénération - Type 167(2018 - ...)
La seconde génération du GLE est lancée en fin d'année 2018. Elle repose sur la plateforme modulaire MHA.

### GLE Coupé
En août 2019, Mercedes dévoile la version coupée du GLE. Basée sur le GLE de deuxième génération, il en reprend sa planche de bord. Esthétiquement, il réitère la silhouette de la première génération en la faisant évoluer.
Sous le capot, l'offre se compose d'une gamme diesel : 350d de 272 chevaux, 400d de 330 chevaux. Ils reprennent le 6 cylindres en ligne diesel du GLE.
Une version AMG est également présentée. Dénommée 53 AMG, elle est équipée du 6 cylindres en ligne essence. Il développe une puissance de 435 chevaux.
Tous les moteurs sont dotés en série de la boîte automatique 9 rapports ainsi que de la transmission intégrale.

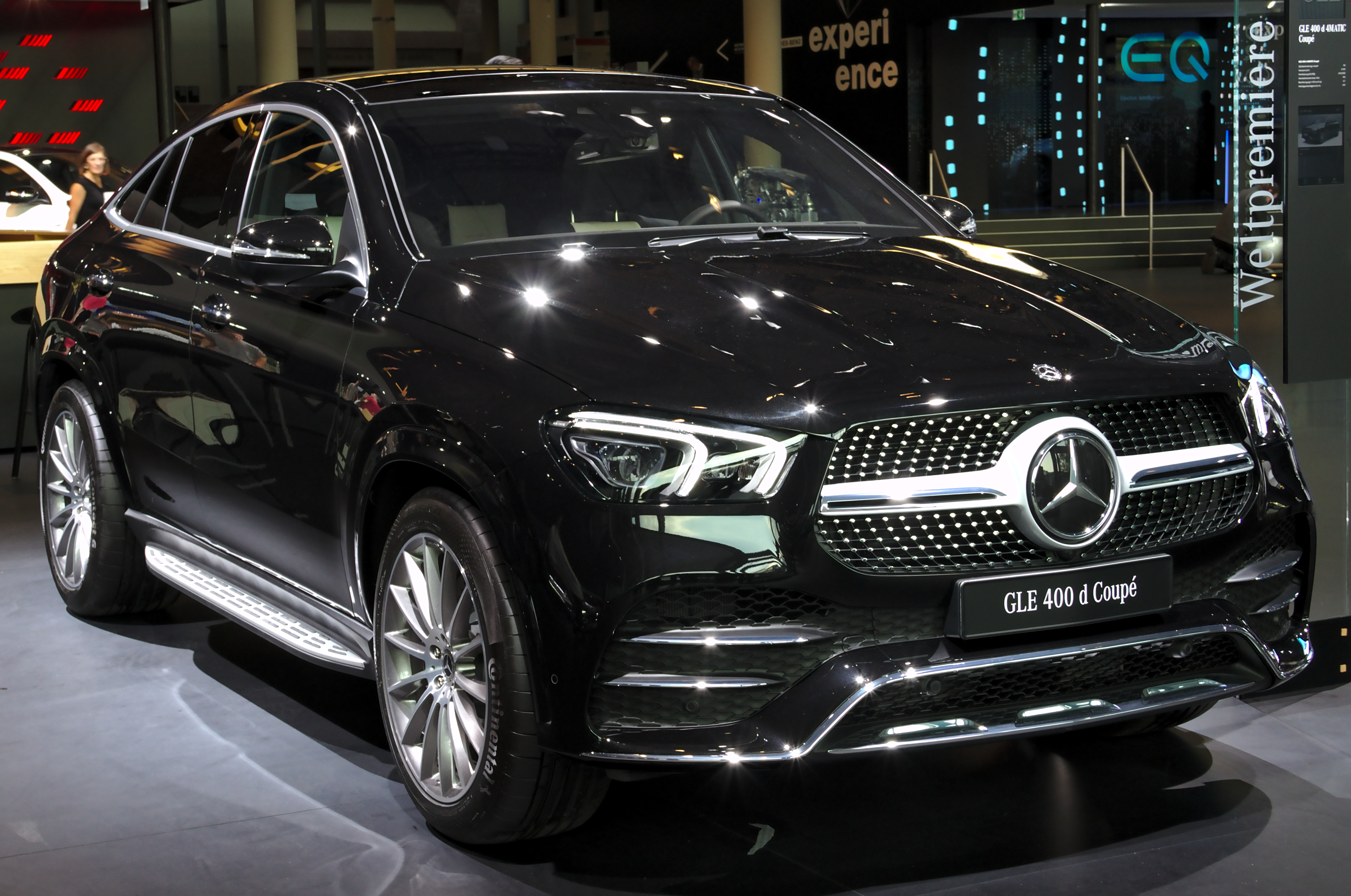
Mercedes-Benz GLE Coupé (C167)